# Amanda Kessel
Amanda Kessel (* 28. August 1991 in Madison, Wisconsin) ist eine US-amerikanische Eishockeyspielerin, die zuletzt bei Promotionsspielen für die Professional Women’s Hockey Players Association aktiv war. Kessel ist seit 2010 Mitglied der Frauen-Eishockeynationalmannschaft der Vereinigten Staaten und mehrfache Weltmeisterin sowie Olympiasiegerin. Ihre älteren Brüder Phil und Blake sind ebenfalls professionelle Eishockeyspieler.

## Karriere
Kessel spielte während ihrer High-School-Zeit an der Shattuck-Saint Mary’s und nahm währenddessen in den Jahren 2008 und 2009 jeweils an der U18-Frauen-Weltmeisterschaft teil. Bei beiden Turnieren gewannen die US-Amerikanerinnen – mit Kessel als bester Spielerin des Teams – die Goldmedaille. Nachdem sie im Jahr 2008 mit elf Scorerpunkten den dritten Rang in der Scorerwertung belegt hatte, führte sie das Turnier im Jahr 2009 in dieser Kategorie an. Zudem war sie beste Stürmerin der Weltmeisterschaft sowie beste Vorlagengeberin und wies die beste Plus/Minus-Statistik auf.
Im Sommer 2010 zog es die Angreiferin an die University of Minnesota, wo sie in den folgenden sechs Jahren dem Eishockeyteam der Universität angehörte. In den Jahren 2012 und 2013 führte sie die Golden Gophers zum Gewinn der nationalen Collegemeisterschaft. Für ihre Leistungen erhielt sie nach der Saison 2012/13 den Patty Kazmaier Memorial Award als beste Collegespielerin der Vereinigten Staaten. Zu dieser Zeit fand Kessel auch den Weg ins US-amerikanische Nationalteam. Mit selbigem konnte sie bei der Weltmeisterschaft 2012 die Silber- und ein Jahr später die Goldmedaille gewinnen. Zur Saison 2013/14 verließ sie für ein Jahr das Universitätsteam in Minnesota, um sich im US-amerikanischen Eishockeyverband USA Hockey intensiv auf die Olympischen Winterspiele 2014 in Sotschi vorbereiten zu können. Der erneute Gewinn des Olympiatitel blieb der Mannschaft nach einer Finalniederlage gegen Kanada aber auch im vierten Anlauf in Folge verwehrt, wodurch sich Kessel mit der Silbermedaille trösten musste.
Die folgende Spielzeit 2014/15 setzte die Stürmerin aufgrund der Nachwirkungen einer Gehirnerschütterung komplett aus, wodurch sie weder am dritten nationalen Titelgewinn Minnesotas noch am Weltmeisterschaftsgewinn der Vereinigten Staaten mitwirken konnte. Erst im Februar 2016 kehrte die US-Amerikanerin aufs Eis zurück und beendete die Saison an der University of Minnesota mit ihrem persönlich dritten Titelgewinn auf nationaler Ebene. Anschließend schloss sie sich als Free Agent den New York Riveters aus der National Women’s Hockey League an. Nachdem sie dort die Saison 2016/17 beendet hatte, gewann sie mit dem Nationalteam im Rahmen der Weltmeisterschaft 2017 ihren zweiten Weltmeistertitel. Die Saison 2017/18 verbrachte sie – wie schon vier Jahre zuvor – im US-amerikanischen Verband, um sich auf die Olympischen Winterspiele 2018 in Pyeongchang vorzubereiten. Dort gewann die olympische Goldmedaille.
Im Sommer 2019 schloss sie sich der Boykottbewegung ehemaliger Spielerinnen der Canadian Women’s Hockey League an und trat der Professional Women’s Hockey Players Association bei. Für diese ging sie anschließend bei Promotions-Spielen, wie der Dream Gap Tour, aufs Eis. Bei den Olympischen Winterspielen 2022 in Peking gewann sie die Silbermedaille, genauso wie bei der Weltmeisterschaft 2022 einige Monate später.
Im April 2022 wurde Kessel erstes Mitglied des Executive Management Program der Pittsburgh Penguins der National Hockey League, das Frauen und Minderheitengruppen administratives Fachwissen vermitteln soll, um sie auf eine Stelle im NHL-Management vorzubereiten. Parallel zur Tätigkeit bei den Penguins spielte sie weiter für das Team Adidas der PWHPA. Im August 2023 bekam sie eine Stelle als Assistentin des Präsidenten für Hockey Operations und General Manager der Penguins, Kyle Dubas.
Im Frühjahr 2024 registrierte Kessel sich für den PWHL Draft 2024 und wurde in der siebten Runde vom Team PWHL Montréal ausgewählt.

## Erfolge und Auszeichnungen
| - 2012 WCHA-Meisterschaft mit der University of Minnesota - 2012 NCAA-Division-I-Championship mit der University of Minnesota - 2013 WCHA-Meisterschaft mit der University of Minnesota - 2013 NCAA-Division-I-Championship mit der University of Minnesota | - 2013 Patty Kazmaier Memorial Award - 2016 NCAA-Division-I-Championship mit der University of Minnesota - 2017 Teilnahme am NWHL All-Star Game - 2017 Wertvollste Spielerin des NWHL All-Star Game |

### International
| - 2008 Goldmedaille bei der U18-Frauen-Weltmeisterschaft - 2009 Goldmedaille bei der U18-Frauen-Weltmeisterschaft - 2009 Beste Stürmerin der U18-Frauen-Weltmeisterschaft - 2009 Topscorerin der U18-Frauen-Weltmeisterschaft - 2009 Beste Vorlagengeberin der U18-Frauen-Weltmeisterschaft - 2012 Silbermedaille bei der Weltmeisterschaft - 2013 Goldmedaille bei der Weltmeisterschaft - 2013 Beste Vorlagengeberin der Weltmeisterschaft (gemeinsam mit Marie-Philip Poulin und Catherine Ward) - 2014 Silbermedaille bei den Olympischen Winterspielen - 2014 All-Star-Team der Olympischen Winterspiele | - 2017 Goldmedaille bei der Weltmeisterschaft - 2018 Goldmedaille bei den Olympischen Winterspielen - 2019 Silbermedaille bei der Weltmeisterschaft - 2021 Silbermedaille bei der Weltmeisterschaft - 2022 Silbermedaille bei den Olympischen Winterspielen - 2022 Silbermedaille bei der Weltmeisterschaft - 2022 Beste Vorlagengeberin (gemeinsam mit Taylor Heise) und All-Star-Team der Weltmeisterschaft - 2023 Goldmedaille bei der Weltmeisterschaft |

## Karrierestatistik
Stand: Ende der Saison 2018/19

### International
Vertrat die USA bei:
| - U18-Frauen-Weltmeisterschaft 2008 - U18-Frauen-Weltmeisterschaft 2009 - Weltmeisterschaft 2012 - Weltmeisterschaft 2013 - Olympischen Winterspielen 2014 - Weltmeisterschaft 2017 | - Olympischen Winterspielen 2018 - Weltmeisterschaft 2019 - Weltmeisterschaft 2021 - Olympischen Winterspielen 2022 - Weltmeisterschaft 2022 - Weltmeisterschaft 2023 |

(Legende zur Spielerstatistik: Sp oder GP = absolvierte Spiele; T oder G = erzielte Tore; V oder A = erzielte Assists; Pkt oder Pts = erzielte Scorerpunkte; SM oder PIM = erhaltene Strafminuten; +/− = Plus/Minus-Bilanz; PP = erzielte Überzahltore; SH = erzielte Unterzahltore; GW = erzielte Siegtore; 1 Play-downs/Relegation; Kursiv: Statistik nicht vollständig)